# Henderson (Virgínia de l'Oest)
Henderson és una població dels Estats Units a l'estat de Virgínia de l'Oest. Segons el cens del 2000 tenia 325 habitants.

## Demografia
Segons el cens del 2000, Henderson tenia 325 habitants, 134 habitatges, i 95 famílies. La densitat de població era de 285,2 habitants per km².
Dels 134 habitatges en un 28,4% hi vivien nens de menys de 18 anys, en un 47% hi vivien parelles casades, en un 20,1% dones solteres, i en un 28,4% no eren unitats familiars. En el 23,9% dels habitatges hi vivien persones soles l'11,2% de les quals corresponia a persones de 65 anys o més que vivien soles. El nombre mitjà de persones vivint en cada habitatge era de 2,43 i el nombre mitjà de persones que vivien en cada família era de 2,81.
Per edats la població es repartia de la següent manera: un 24% tenia menys de 18 anys, un 10,8% entre 18 i 24, un 25,2% entre 25 i 44, un 26,2% de 45 a 60 i un 13,8% 65 anys o més.
L'edat mediana era de 39 anys. Per cada 100 dones de 18 o més anys hi havia 84,3 homes.
La renda mediana per habitatge era de 15.865 $ i la renda mediana per família de 23.750 $. Els homes tenien una renda mediana de 31.875 $ mentre que les dones 13.750 $. La renda per capita de la població era de 10.170 $. Entorn del 24% de les famílies i el 33,4% de la població estaven per davall del llindar de pobresa.

## Poblacions més properes
El següent diagrama mostra les poblacions més properes.